# Suan Luang
Suan Luang (in thailandese: สวนหลวง) è uno dei 50 distretti (khet) della città di Bangkok, in Thailandia.